# Clube Infante de Sagres
O Clube Infante de Sagres MHIH é um clube multidesportivo da cidade do Porto, Portugal. A sua principal modalidade é desde sempre o Hóquei em patins e a sua primeira equipa disputa actualmente a segunda divisão do Campeonato Nacional de Hóquei em Patins.
O Clube tem Escolas de Patinagem e entra na época de 2019/2020 com escalões de pré competição oficial em Benjamins (Sub 9) e Escolares (Sub 11), e de competição em Sub 13, Sub 15, Sub 17, Sub 19, Sub 23, e duas equipas de Seniores Masculinos a "B" que milita a terceira divisão nacional e a "A" que disputa o campeonato nacional da segunda divisão zona Norte
Desde sempre se manteve como uma das principais referências nacionais de formação na patinagem e no hóquei em patins, prestígio que ainda hoje claramente angaria, tendo na época desportiva de 2016/17 reativado a prática da patinagem artística, com uma vertente muito focada na patinagem jovem e feminina.

## História
O clube Infante de Sagres foi fundado em 1936, na Freguesia de Lordelo do Ouro, cidade do Porto. A primeira designação do clube foi de Hóquei Club Infante de Sagres destinando-se o clube às actividades relacionadas com o hóquei e a patinagem.
Foi o 1.o Vice Campeão Nacional de Hóquei em Patins em Portugal, na primeira edição da prova, em 1938/1939, sendo dos poucos clubes nacionais fundadores da modalidade que se encontra ainda ativo na disputa de competições oficiais, a par do Sporting Clube de Portugal e do Clube Atlético de Campo de Ourique. Foi Vice Campeão Nacional por mais 3 vezes, nas épocas de 1939/40, de 1955/56 e de 1973/74, mas nunca conquistou o título de campeão nacional ate aos dias de hoje.
Foi durante os anos '60 e '70 do século XX, um das melhores equipas no panorama nacional, discutindo títulos nacionais pelas suas equipas principais e em todos os escalões de formação, e tendo sido campeão metropolitano de seniores na época 1970/71.
Nos escalões de formação, o C.I.S. continua atualmente a disputar frequentemente e a conquistar diversos títulos nacionais e distritais.
A 28 de Janeiro de 1987 foi feito Membro-Honorário da Ordem do Infante D. Henrique.
Por deliberação de 3 de Julho de 2017 da C.M. Porto, recebe a Medalha Municipal de Valor Desportivo - Grau Ouro. O Clube Infante de Sagres desde sempre forneceu grandes talentos ao hóquei em patins português e mundial, tais como Fernando Gomes da Costa, Julio Rendeiro, Franklim Pais, Pedro Gil, Luis Viana ou Henrique Magalhães.

## Pavilhão
O Pavilhão do C Infante de Sagres situa-se na Rua Professor Augusto Nobre, na freguesia de Lordelo do Ouro no Porto. 

## Palmarés
Campeonato Nacional de Hóquei em Patins:
Campeão: 0		 
Vice-campeão:	
- 1938/39, 1939/40, 1955/56, 1973/74

Campeonato Metropolitano de Hóquei em Patins:
Campeão: 1	
- 1971

Vice-campeão: 2	
- 1973, 1974